# بهزادي غوادري (مقاطعة فارياب)
بهزادي غوادري (بالإنجليزية: Mowtowr-e Hay-e Behzadi Gavdari Heydarabad)‏ هي مستوطنة تقع في كرمان في إيران. يقدر عدد سكانها بـ 50 نسمة .